# Saint-Vénérand, Haute-Loire
Saint-Vénérand är en kommun i departementet Haute-Loire i regionen Auvergne-Rhône-Alpes i centrala Frankrike. Kommunen ligger i kantonen Saugues som tillhör arrondissementet Brioude. År 2022 hade Saint-Vénérand 60 invånare.

## Befolkningsutveckling
Antalet invånare i kommunen Saint-Vénérand
| Referens: INSEE |